# Teodor Aaron
Teodor Aaron (sau Aron) (n. 6 februarie 1803, Țichindeal, comitatul Sibiu – d. 25 martie 1859, Lugoj, comitatul Caraș-Severin) a fost un cleric, pedagog și cărturar român, profesor și director al gimnaziului din Beiuș și rector al seminarului român leopoldin din Oradea. După studii de filozofie și teologie, începând din 1828 a deținut importante funcții în ierarhia bisericească și în cea administrativ-educativă. A trecut și printr-o experiență diplomatică, ca translator și jurnalist la Gazeta de Transilvania. Ca discipol al lui Petru Maior și latinist înfocat, a susținut ideea continuității românilor în Dacia Traiană. Lucrările sale („Cuvântări bisericești”, 1847; „Adnotări din istoria eclesiastică”, 1850) se remarcă prin notele polemice și acuratețea stilistică.

## Biografie
Își începe învățătura  la Sibiu, apoi la gimnaziul la Blaj și Odorhei. Studiază  filosofia la Cluj și teologia la Pesta. La terminarea studiilor a avut mai multe funcții:
- Profesor și director al Gimnaziului din Beiuș (1830-1835)
- Paroh și protopop în Galșa, comitatul Arad (1835-1839) și Arad (1839-1842)
- În 1837 canonic onorar.
- Cenzor și revizor al cărții românești tipărite la Buda, la Tipografia Universității (1842-1845).
- Preot în Delani, jud. Bihor (1845-1851)
- Translator pentru limba română la Foaia Legilor din Pesta, apoi pe lângă Locotenența Imperială din Buda.
- Prepozit capitular la noua Episcopie de Lugoj (1857-1859).

„Din avutul unei vieți atât de zbuciumate a făcut două donațiuni, una pentru biserica din satul său de naștere, Țichindeal, iar alta pentru catedrala din Lugoș. Inc (în) anul morții i s-a radicat un monument cu următorul epitaf: „Aci ca mortar și-a terminat cursul vieții: Rssm. Theodor Aaron de Bistra în 25 Martie c. v. 1859 Carele ca creștin numai 55 de ani, iar ca preot 30 ani trăind, pe treptele de onoare și demnitate. Arhivar și secretar episcopesc, Profesor și director Gimnazial, Paroh, Protopop și Canonic și în urmă cel dintâi prepozit la capitlul Bis. Catedr. Gr. Cat. din Lugoș ridicat, a trăit mult virtuții și gloriei lui Du-zeu și religiunei, Împăratului și Patriei, Clerului și Națiunii sale, iară numele lui în inimile tuturor va trăi în etern”.”—Pavel, Constantin. Școalele din Beiuș.

## Opere
A publicat lucrări istorice și pedagogice și a colaborat la diferite reviste, printre care Foaia pentru minte, inimă și literatură.
- Scurtă apendice la Istoria lui Petru Maior, Buda, 1828.
- Anotări din istoria eclesiastica, despre urdîrea [urzirea] si latirea credinnitiei crestine intre romani, Pest, 1850.
- Catechetica practica, Buda, 1843.
- Kuvînturi beseričesti despre cele šepte pékate a le kâpeteniei pe dumniecile pâresimilor, Buda, 1847.